# Inclusion numérique

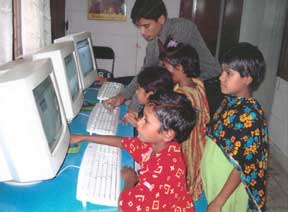
Enfants utilisant des ordinateurs avec un professeur.

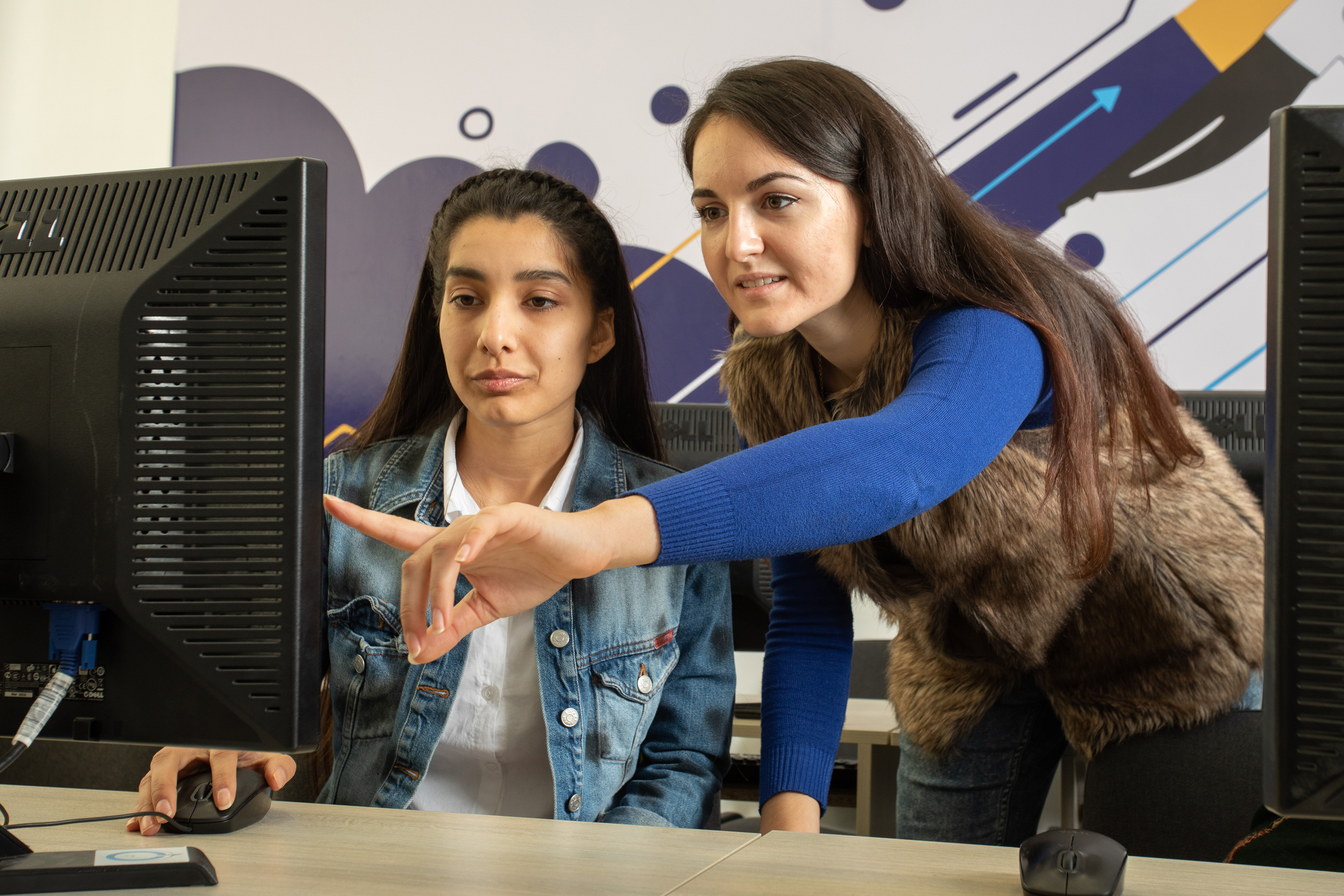
Un cours d'informatique.

L'inclusion numérique (ou e-inclusion) est un processus qui vise à rendre le numérique accessible à chaque individu et à lui transmettre les compétences numériques qui pourraient être un levier de son inclusion sociale et économique selon Brigitte Bouquet et Marcel Jaeger.
Ce processus comprend la mise en place d'un ensemble de politiques et stratégies qui ont pour but de mener à la création d'une société de l'information « inclusive », qui puisse profiter à toutes et à tous sans exclure des citoyennes et citoyens de communautés marginalisées. Ces politiques sont développées en prenant compte de la réalité sociale et économique des individus. Elles visent à mettre en place des moyens de contourner les exclusions numériques pour favoriser l'accès de toutes et tous. Cela peut se traduire à travers l'accès aux outils informatiques, l'éducation sur les technologies de l'information et de la communication (TIC), la formation et les apprentissages, etc., en visant l'autonomie des personnes dans l'utilisation des nouvelles techniques numériques.
L'inclusion numérique désigne donc les manières de lutter contre la fracture numérique, dans un contexte de dématérialisation des services publics et de généralisation de l'accès à l'IA générative.

## Origines et historique du concept
Avec l'essor d'Internet dans le milieu des années 2000 et la montée en puissance des technologies de l’information et de la communication (TIC) qui envahissent tous les secteurs de la vie sociale, professionnelle ou culturelle dans les pays développés, la fracture numérique est bien concrète. Celle-ci se présente sous trois types. Tout d’abord, on trouve la fracture de premier degré, dite « instrumentale », qui implique l’accès à l’équipement et au matériel permettant d’utiliser les TIC. La fracture de second degré consiste en l’ensemble de connaissances préalables à l’utilisation des TIC. Elle repose donc sur la littératie numérique de l’utilisateur. Enfin, différents facteurs sociaux peuvent nuire à l’inclusion numérique, renforçant davantage la désaffiliation et la fracture sociale.
Au niveau mondial, la fracture numérique est plus importante dans les pays en développement, où environ 19 % de la population utilisaient en 2019 les technologies de l’information et de communication. L’écart est plus marqué dans les régions rurales en raison du manque de financement pour l’installation et la gestion d’un réseau Internet accessible.
L’expression « fracture numérique » est progressivement tombée en désuétude au profit d'« inclusion numérique », un concept largement utilisé aujourd’hui.
Dans le contexte actuel, les personnes qui peuvent se payer ou avoir accès à un équipement et un réseau Internet disposent d'un privilège d'accessibilité à des outils et des services. Ceux qui n'ont pas d'équipement ou de lieu équipé accessible pour utiliser les techniques numériques sont, par opposition, en situation de désavantage. Cependant, même les individus disposant d'un accès à des infrastructures appropriées peuvent se trouver en situation de désavantage s'ils ne disposent pas des compétences nécessaires à l'utilisation des outils numériques et à une utilisation positive d'Internet.
Outre les obstacles mentionnés, les inégalités numériques ne sont pas uniquement la conséquence d’un problème d’accès à de l’équipement numérique ou encore à une difficulté de connexion à Internet. Bien souvent, elles découlent des inégalités sociales préexistantes. Il en va de même pour les disparités au niveau des TIC. Celles-ci ont plusieurs aspects : critères d’accès, type de savoir-faire, nature et usage des TIC, entre autres.

### Europe
La Commission européenne s'est intéressée au sujet dès 2004. Le 30 juin 2004, la Charte européenne pour l'inclusion numérique et sociale est créée pour un « environnement d'e-learning socialement inclusif », écrite dans le cadre de l'action eLearning for eInclusion soutenue par l'initiative eLearning de la Commission européenne et animée en France par le Groupement d’établissements publics d’enseignement (GRETA) du Velay et l'Enesad. 
En juin 2006, la Commission européenne a mis en place un programme d’action en faveur de l’inclusion numérique, dans le cadre de la « Déclaration de Riga », intitulé « Les TIC pour une société inclusive ». Ce programme reconnaît le rôle important que jouent les techniques numériques dans l'amélioration de la vie des individus (meilleur accès à l'emploi et à la formation, amélioration des connaissances, une réduction des difficultés liées à la mobilité ou à l'éloignement, etc.). Par la suite, la Conférence de Lisbonne (décembre 2007) "Ministerial Debate on e-Inclusion" fut l'occasion pour l'Union européenne d'adopter une stratégie commune en matière d'inclusion numérique. Le slogan de la conférence « E-inclusion: Be part of it! » reflétait l'ambition des participants : sensibiliser au thème de l'insertion du numérique et faire de la question de l'intégration de tous et toutes à la société numérique un enjeu de taille. Le groupe d'experts eEurope (créé en septembre 2005) réaffirme alors l'importance du numérique comme facteur d'inclusion sociale et numérique dans un monde où il joue un rôle central. Le groupe pointe également du doigt l'inefficacité des politiques actuelles en direction du numérique, qui se concentrent plus sur des enjeux quantitatifs, mais pas assez sur la dimension symbolique et sociale que recouvrent les TIC.
Plus récemment, la démocratisation d'Internet et la hausse de l'accessibilité aux équipements ont permis à la majorité de la population de se saisir des techniques numériques. Or, la fracture numérique de premier degré et surtout de second degré est toujours là et le concept d'inclusion numérique est toujours d'actualité malgré les avancées en matière d’équipement, de connexion et de mode d'usage des nouvelles technologies.

#### France
Selon une étude réalisée par le Centre de recherche pour l'étude et l'observation des conditions de vie (CREDOC) réalisée en 2013, un cinquième de la population française n'a pas accès à Internet, et ce taux atteint 40 % pour les Français qui vivent avec moins de 900 €/mois, ou pour les personnes âgées.
En 2015, l'Agence du numérique a été créée en France pour faire converger les actions de l’État relatives au numérique. Placée sous la tutelle du ministère de l’Économie, de l’Industrie et du Numérique et du secrétaire d’État chargé du Numérique, son action, s’inscrit dans le cadre du plan « France numérique 2012 » qui vise à faciliter l’équipement et l’accompagnement des foyers, en particulier ceux qui restent en retrait de l’utilisation du numérique (personnes âgées, familles ou personnes précaires, à faible niveau d’éducation ou sans emploi, etc.).
En 2017, le gouvernement décide de mettre en place un « plan d'inclusion numérique » porté par Mounir Mahjoubi, alors Secrétaire d'État chargé du Numérique, pour répondre aux 13 millions de Français en difficulté avec le numérique. Ce plan est élaboré dans le cadre de la Mission Société Numérique qui propose un ensemble de services et de ressources à destination des collectivités territoriales et des aidants numériques dans le but d'accompagner la transition numérique des territoires en matière d’usages, d’accès aux droits et de services. L'initiative de cette stratégie nationale du numérique aboutit également à la formation de groupes de travail répartis sur quatre thématiques visant à identifier les publics sujets à une exclusion numérique et à les orienter grâce à des parcours adaptés, former et territorialiser l'offre de médiation, soutenir économiquement les acteurs et enfin partager des exemples de bonnes pratiques afin de montrer la voie aux territoires.
En 2020, sur les 908 millions d'euros du plan de relance alloués à la transformation numérique du territoire français, 250 millions sont consacrés à l'inclusion numérique. L'objectif de cette enveloppe financière est de permettre d'une part le déploiement d'outils simples pour faciliter les démarches administratives mais également de recruter et former des aidants numériques à la portée de tous afin de lutter contre l'illectronisme et l'exclusion numérique.
Cet historique permet de rendre compte que, malgré l'évolution et la multiplication des accès au numérique, il existe encore des personnes marginalisées qui ont besoin d'être accompagnées.

##### La France et l'Union européenne
En 2012, le département du Val-de-Marne investit 7 millions d’euros dans la transformation numérique des établissements scolaires. Chaque élève entrant en classe de sixième reçoit un ordinateur qui doit lui permettre de travailler à la maison et à l’école. L’ensemble des collèges publics mais aussi privés bénéficient de ce dispositif. L'État français a investi près de 3 millions d'euros dans le projet.
Pour soutenir cette démarche en faveur du développement d’une culture du numérique, le département du Val-de-Marne accompagne également les jeunes et la communauté éducative et culturelle.
Ce projet, en accord avec la politique européenne de développement durable et solidaire des territoires, a pu bénéficier des financements du FEDER sur la programmation de 2014-2022. Il a été financé à hauteur de 40 % par l’Union européenne soit 159 113 € sur un total de 397 783 €. L’objectif est d’accompagner les jeunes dans cette transition vers le numérique en animant des ateliers sur des pratiques innovantes, mais aussi en familiarisant les jeunes qui disposent d’un Ordival avec les usages liés au numérique. Le projet apporte également son soutien aux établissements dans la mise en place des outils numériques ainsi que leur intégration dans le programme éducatif.

### Canada
L’Université de Concordia a mis sur pied l'Institut de l’inclusion numérique qui vise une étude approfondie de l’intégration du numérique au Canada tout en soulevant les problématiques rencontrées par les citoyens. Ainsi, comparé aux autres pays développés, le Canada enregistre un retard qui s’étend à la totalité de son territoire. Si certaines grandes villes canadiennes disposent d’excellentes infrastructures, pour les communautés autochtones du Nord la réalité est différente : les équipements sont bien souvent désuets. Il existe à l’intérieur même du pays des déséquilibres quant à l’accès des nouvelles technologies. Les normes de la littératie et de la numératie, tant dans la vie courante qu’au travail, représentent des défis de taille pour de nombreux Canadiens et Canadiennes. Ces difficultés sont accentuées par le coût élevé d’une connexion à Internet et de l’équipement informatique sans oublier les disparités sociales, éducatives et psychologiques qui dépassent les inégalités numériques. En 2018, le premier Sommet de l’inclusion numérique s’est tenu en Ontario organisé par le Gouvernement de l’Ontario et le Forum des politiques publiques permettant une meilleure compréhension des enjeux de l’inclusion numérique ainsi que l’élaboration d’objectifs à atteindre dans le futur.

#### Québec
La situation au Québec est similaire au reste du Canada. Certains partis politiques ont d’ailleurs soulevé cette problématique. Toutefois, l'aide gouvernementale visant l’inclusion numérique se fait rare. Cependant, les compétences numériques liées à l’utilisation des techniques de l'information et de la communication (TIC) sont dorénavant considérées comme nécessaires pour la réalisation des tâches de base de la vie quotidienne et professionnelle. Les centres d’alphabétisation québécois jouent un rôle essentiel pour l'introduction et l'éducation à l’inclusion numérique dans les communautés.
La pandémie de Covid-19 a exacerbé la fracture numérique par le virage des sociétés vers les outils numériques. Cela a été souligné par l’importance de l’accès aux techniques de l’information et des habiletés des utilisateurs et utilisatrices quant à leur utilisation ; les étudiants et étudiantes au niveau postsecondaire n’ayant pas accès aux logiciels ou à l’équipement nécessaire pour leurs études ainsi que celles et ceux qui n'ont pas les habiletés pour utiliser ces technologies ont été particulièrement désavantagés.
Au Québec, les chercheurs ont remarqué la fracture numérique qui s’est créée entre les utilisateurs des TIC et les personnes ayant une déficience intellectuelle ou un trouble du spectre de l'autisme. En effet, le fait que ces derniers doivent interagir avec un environnement numérique qui n’est pas adapté à leurs besoins limite leur participation dans le monde numérique. Plusieurs pistes de solutions sont mises en avant, telles que des programmes gouvernementaux aidant à l’achat des appareils pour les soutenir dans leur vie quotidienne et scolaire, l’ajout de périphériques spécialisés leur permettant d’utiliser les techniques de l’information et de communication malgré leur limitation, le développement d’applications, sites Internet et de navigateurs adaptés aux besoins des personnes ayant une déficience intellectuelle ou un trouble du spectre de l’autisme et la prévention face à la sécurité informatique auprès de ces personnes. Certaines solutions proposées ne sont pas mises en pratique par le gouvernement ou les organismes communautaires, telles que des sites d’accompagnement spécialisé pour les personnes ayant une déficience intellectuelle ou un trouble du spectre de l’autisme et des programmes de soutien et de prévention individualisé.

#### Initiatives d'inclusion numérique au Québec
- Depuis 1999, Communautique s’engage à diminuer l’écart qui existe entre ceux qui maîtrisent les TIC et ceux qui n’y ont pas accès en offrant des services aux citoyens[21].
- Le programme TASA (technologie au service de l'autonomie) offre aux adultes présentant une trisomie 21 la possibilité d’explorer le numérique[22].
- Des ateliers parents-enfants visent la découverte des tablettes et de leur utilisation en famille[23].
- Les bibliothèques du réseau de la ville de Québec offrent des formations gratuites sur les technologies[24].
- Le Centre de réadaptation en déficience intellectuelle de Québec (CRDI de Québec) et le Centre de réadaptation en déficience intellectuelle et en troubles envahissants du développement de la Mauricie et du Centre-du-Québec (CRDITED MCQ) ont développé des programmes pour adaptés pour les personnes ayant un trouble du spectre de l'autisme ou une déficience intellectuelle pour les sensibiliser à la cyberintimidation[Quoi ?] et pour les aider à naviguer dans le monde numérique[20].

## Conditions de l'inclusion numérique
On peut reconnaître quatre points fondamentaux qui conditionnent l'inclusion numérique des personnes : 
1. Avoir un accès aux outils numériques et à Internet : posséder ou pouvoir disposer d'un accès libre à un ordinateur fixe ou portable, un smartphone, une tablette, un réseau d'accès ou toute autre technique numérique permettant une connexion à Internet.
2. Savoir utiliser les outils numériques : avoir des compétences de base indispensables pour manipuler de manière fonctionnelle les équipements et les interfaces numériques. Longtemps, on s'est focalisé sur la dimension « formation » de l'inclusion numérique sur l'usage des outils et des logiciels informatiques, or cet aspect n'en est qu'un parmi plusieurs des compétences nécessaires à l'utilisation des outils numériques ;
3. Maîtriser les outils numériques : dans le rapport de l’enquête du CREDOC sur les « Conditions de vie et les Aspirations » de 2018, savoir utiliser les outils numériques reste insuffisant puisqu'au sein même des utilisateurs, il y a toujours des personnes qui se retrouvent démunies face à certaines pratiques ou peinent à répondre à des questions techniques. Par exemple, en 2018, près d’un adulte sur cinq en France ne recourt jamais aux outils informatiques et numériques ou ne sait pas quoi faire en cas de difficultés. 42 % cherchent de l’aide en cas de difficultés, le plus souvent auprès de proches, tandis que seuls 38 % n’ont aucune difficulté ou se débrouillent par eux-mêmes pour y faire face[25]. Il est donc nécessaire d'avoir des compétences numériques avancées pour utiliser les TIC de manière active dans différents domaines (éducation, réseaux sociaux, etc.) ;
4. Être en mesure d'avoir un regard critique : Développer une utilisation à la fois critique, responsable, créative et productive des technologies numériques pose généralement problème. Les individus doivent avoir un usage critique des contenus numériques et être capable de développer une compréhension des valeurs véhiculées par les systèmes numériques afin de pouvoir porter un regard critique sur le monde numérique qui les entourent.

Ces quatre points sont le socle de la littéracie numérique, c'est-à-dire la capacité de participer à une société qui utilise la technologie des communications numériques dans différents milieux. De ce fait, l’objectif de l'inclusion numérique est de permettre l’accès à une véritable culture numérique qui donnerait à tous les individus les clés du monde numérique afin qu’ils le comprennent. Cette étape est nécessaire pour que tous puissent participer en pleine conscience de leurs choix à la société de l'information et puissent s'en servir de façon autonome. La capacité à faire usage des nouvelles technologies, comme outil éducatif par exemple, est nécessaire pour l'autonomisation des personnes, à défaut de quoi ils ne peuvent participer aux décisions de société concernant les techniques numériques.

## Enjeux de l'inclusion numérique
Au-delà du numérique se cachent des enjeux sociaux et économiques car l'exclusion numérique peut empêcher certaines personnes d'accéder à des services publics et de participer à certaines activités de la société. Dans un contexte de réforme de l'État et de transformation numérique des administrations publiques, lancée depuis 20 ans, l'objectif est de recourir de plus en plus aux techniques numériques pour pouvoir mettre en place une « Administration numérique » et ainsi améliorer l'efficacité des services publics.

Le problème c'est que le rapport numérique-société peut être tantôt habilitant, tantôt disqualifiant. Celui-ci ne s’actualise pas nécessairement positivement et peut se retourner contre les personnes, en le mettant à l’écart et en le stigmatisant puisqu'il ne participe pas pleinement aux activités économiques et sociales. Pour la Fondation Travail-Université : 
« Les enjeux du numérique dépassent à la fois ceux du simple accès et de l’utilisation élémentaire des outils numériques ; ils concernent plus largement la capacité à maîtriser les TIC en vue d’améliorer sa qualité de vie et sa participation aux différentes sphères de la société. Autrement dit, l’inclusion numérique n’est rien d’autre que l’inclusion sociale au sens où celle‐ci implique la capacité effective à exercer son rôle de citoyen actif et autonome dans une société où le numérique joue un rôle essentiel »
Les personnes mises à l'écart sont tendanciellement plus âgées et moins diplômées que la moyenne de la population car ceux qui n’accèdent pas à la connaissance technologique sont souvent ceux qui n'ont pas d'accès à la connaissance de manière générale. Selon l'étude des chercheurs Maya Bacache-Beauvallet, David Bounie et Abel François, les personnes qui ont des compétences plus développées dans l’utilisation d’un ordinateur ou dans l’utilisation d’Internet et qui ont également un usage plus diversifié de l’informatique ou d’Internet ou qui ont une formation générale meilleure, ont une probabilité plus élevée d’utiliser les services administratifs en ligne. De plus, si l'âge est un déterminant fondamental de l'équipement en outils numériques et des modes d'usages, il ne faut pas généraliser, puisque certains travaux de recherche menés sur la question du non-usage mettent en lumière la diversité des situations. Il est possible de prendre, à titre d'exemple, les jeunes qui ne correspondent pas à la vision idéalisée de la relation nouvelle génération-numérique. Certains chercheurs comme Anoush Margaryan, Allison Littlejohn et Gabrielle Vojt parlent du « mythe de l'enfant du numérique » (« digital native » en anglais) et montrent qu'il n’existe pas d'habileté numérique naturelle induite par un usage précoce de ces outils et appareils numériques. Dès lors, les personnes qui restent encore à l’écart de cette évolution sont bien souvent celles qui subissent des obstacles plus profonds qu’un simple déficit de compétences techniques. C’est le cas notamment des personnes présentant une déficience intellectuelle (DI) ou un trouble du spectre de l’autisme (TSA) pour qui l’environnement numérique commun n’est pas adapté à leur réalité ce qui rend difficile leur inclusion numérique. Certains enjeux ont des impacts sur l’utilisation des technologies. Ainsi, la maîtrise des enjeux éthiques et psychosociaux comme la compréhension des codes et des conventions du numérique, les habiletés techniques, cognitives et sensori-motrices ainsi que l’accès aux dispositifs numériques contribuent grandement à l’emploi optimal des techniques numériques.
Plus qu'une exclusion sociétale, en renforçant les sentiments de solitude et d’indignité des personnes concernées, l'exclusion numérique peut entrainer une disqualification sociale, c'est-à-dire un « processus d’affaiblissement ou de rupture des liens de l'individu avec la société au sens de la perte de la protection et de la reconnaissance sociale », selon le sociologue Serge Paugam ou une « autodépréciation de leur estime sociale » pour le sociologue Fabien Granjon.

Selon les sociologues Périne Brotcorne et Gérard Valenduc, la mise en place de politiques et de stratégies ciblées sur la réduction de l'exclusion numérique à l'aide d’accompagnements et de formations aux techniques numériques est donc indispensable mais ne doit pas faire oublier l’existence d’un problème plus général, celui des inégalités d’accès à l'éducation ou à la formation entre les individus d'une même société : 
« Réduire les problèmes de formation à ceux de l’alphabétisation numérique, sans se poser la question des conditions nécessaires à l’acquisition de ce savoir-faire technique, c’est en effet oublier que si une partie de la population ne possède pas les compétences numériques, c’est qu’elle ne possède bien souvent pas simultanément les compétences de base pour son insertion active dans la société » 
Pour Fabien Granjon, dans un contexte d'accélération de la diffusion des TIC, être capable de faire l’expérience positive de ce « supposé » accomplissement apporté et renforcé par ces derniers ne relève certainement pas de conditions de possibilité égalitairement distribuées. Alors pour ne pas prolonger, voire amplifier les inégalités sociales existantes, l'inclusion numérique devra rétablir davantage de justice sociale en couplant les politiques d’inclusion numérique à des réformes sociales et éducatives plus fondamentales.

## Initiatives en France

### Emmaüs Connect
Pour Emmaüs, le numérique permettrait d’accélérer la (ré)intégration socioprofessionnelle. L’association considère que le numérique peut être un levier d’insertion et doit donc devenir un véritable parcours à coconstruire. C’est pourquoi, en mars 2013 après trois années d’expérimentation, elle a créé une autre association vouée à ces problématiques, Emmaüs Connect, en partenariat avec l’action sociale, des mécènes, et les collectivités territoriales. Ces « défis » sont les suivants : innover, agir et mobiliser son écosystème, pour faire des télécommunications une chance et de ce fait accélérer les parcours d’insertion. Elle met en place trois programmes majeurs :
1. Un programme de parcours d’inclusion numérique pour les publics les plus fragiles, en garantissant l’accès à un « bagage numérique minimum »
2. Un programme de sensibilisation et d’inspirations des parties prenantes pour qu’ils se saisissent de l’enjeu du numérique solidaire et agissent en sa faveur.
3. Un programme d’accompagnement et d’outillage des acteurs publics, privés et associatifs pour qu’ils deviennent acteurs de l’inclusion numérique, et mettent la technologie au service de l’action sociale.

Ce programme d'action s'est fondé sur une étude menée par l'association en 2014, réalisée par Christelle Van Ham et Felipe Machado Pinheiro. Pendant plusieurs mois, les chercheurs ont étudié les pratiques d'un échantillon de jeunes en insertion au sein des missions locales de Lille et de Grenoble. Les résultats de l'étude mettent en évidence que l'inclusion numérique repose sur trois caractéristiques centrales : la facilité d'accès, la motivation des bénéficiaires (partir de leurs besoins propres) et les compétences en lien avec le numérique.

### Conseil national du numérique (CNNum)
Le 16 novembre 2013, le Conseil national du numérique a remis ses conclusions sur l'inclusion numérique à Fleur Pellerin, alors ministre déléguée chargée des petites et moyennes entreprises, de l’Innovation et de l'Économie numérique. Le rapport intitulé « Citoyens d’une société numérique – Accès, Littératie, Médiations, Pouvoir d'agir : pour une nouvelle politique d'inclusion » s'appuie sur une synthèse de concertations réalisées au printemps et à l'été 2013 au travers de rencontres contributives qui ont rassemblé environ 60 personnes (associations, élus, médiateurs, représentants d’entreprises, fédérations professionnelles, administrations, experts et chercheurs).

Pour le CNNum, l’enjeu du numérique dépasse les problèmes de réseau et d’accès à Internet et va de pair avec la réduction des inégalités, et il est urgent de développer une nouvelle politique pour réduire les disparités sur le territoire français en matière de numérique. Pour Valérie Peugeot, vice‐présidente du Conseil national du numérique de 2013 à 2016 et responsable du groupe de travail sur l’inclusion numérique lors de la publication du rapport 
« L’inclusion est bien entendu une affaire de redistribution. Dans une société immatérielle, elle est également une question de « pouvoir d’agir ». Si nous pensons que le numérique n’est pas qu’un enjeu technique et économique mais participe de la construction d’un projet de société, nous devons faire en sorte que chacun dispose des conditions matérielles et culturelles pour en être non pas un simple utilisateur ou consommateur, mais un citoyen à part entière »
Le rapport fait sept recommandations :
1. Faire de l’accès à Internet et ses ressources essentielles un droit effectif en mettant en place une politique ciblée de soutien à l’accès à Internet et d’accompagnement des usages ;
2. Faire de la littéracie pour tous le socle d’une société inclusive par la formation massive et la constitution de référentiels communs de littéracie numérique ;
3. S’appuyer sur le numérique pour renforcer le « pouvoir d’agir » de tous les citoyens en lançant un grand programme de « co-design » des politiques publiques prenant en compte l’innovation sociale et en mettant en place « l’État-plateforme » pour outiller numériquement le pouvoir d’agir ;
4. Réinventer les médiations à l’ère numérique en définissant une stratégie de présence des services publics prenant appui sur la richesse des initiatives de terrain.
5. Ouvrir la porte aux 900 000 jeunes à la dérive grâce à l’emploi numérique ;
6. Aider les décideurs à embrasser les enjeux sociaux et politiques du numérique notamment en renforçant, dans la formation des futurs cadres administratifs et d’entreprise, les réflexions sur les relations entre science, technologie et société ;
7. Disposer d’indicateurs adaptés à l’état actuel des sociétés numériques et aux nouveaux objectifs d’inclusion numérique.

En conclusion, pour le CNNum, le numérique peut donc constituer un formidable levier ou accélérateur de changement : 
« Mobilisé dans la redécouverte de l’estime de soi, il participe de parcours de reconstruction personnelle. Utilisé dans des projets d’innovation sociale, il apporte des réponses créatives à des besoins sociaux collectifs et nourrit une reconfiguration démocratique. »

### Autres
- Hypra : jeune entreprise qui développe un système d'accès universel pour les ordinateurs des personnes malvoyantes et les accompagne pour leur apprendre à s'en servir[39].
- Espaces Publics Numériques (EPN) : créés au début des années 2000 en France et dans la capitale, les EPN sont des tiers lieux ouverts à tous les publics, petits et grands : enfants, ados, jeunes, adultes et seniors. Ces espaces accompagnent le public dans la découverte et l'apprentissage des outils informatiques et numériques et dans les usages de l'Internet.
- La Grande École Numérique (GEN) : créée en 2015 en poursuivant l'objectif de l'inclusion numérique des personnes éloignées de l'emploi, cette école délivre un label à des formations aux métiers du numérique en France métropolitaine et territoires ultramarins et rassemble aujourd'hui plus de 750 formations[40].
- Plusieurs initiatives communautaires utilisent le Web pour améliorer la vie des personnes malentendantes. On peut penser notamment à l’utilisation de sites ou d’applications permettant de faire des vidéo-conférences et de partager des images et vidéos avec autrui ou de sites web conçus pour eux[41]. Bien souvent, ces initiatives impliquent directement des personnes sourdes dans la réalisation de ces outils. L’inclusion numérique encourage donc les différentes communautés à participer à l’élaboration d’outils ou de projets permettant l'accès équitable au monde numérique.

#### Afrique
La fracture numérique en Afrique est renforcée par le manque d’infrastructures (réseaux de fibre optique, lignes électriques, appareils…) destinées à accueillir des services numériques notamment en zones rurales. Les facteurs socio-économiques sont aussi des éléments limitant l'inclusion numérique des populations. Les coûts de la vie et des technologies ainsi que le manque de compétences numériques chez la majorité des habitants ont pour conséquence que la transformation numérique reste encore un grand chantier à développer. L’effort d’inclusion numérique devrait fournir des services abordables et accessibles dans tous les points peuplés du continent africain.
Dans son projet de stratégie de transformation numérique pour l'Afrique (2020-2030), l'Union africaine souligne que près de 300 millions d'Africains vivent à plus de 50 km des zones dotées de services technologiques connectés à un haut débit. Il y a des inégalités quant à la distribution de l'accès à Internet dans l’ensemble du continent. En janvier 2023, l'Afrique australe était couverte à 70,6 %, l’Afrique du Nord à 65,9 %, l'Afrique de l’Ouest à 48 %, l'Afrique centrale à 27,9 % et l'Afrique de l’Est à 23,1 %. On constate également une disparité dans l'accès à Internet entre les femmes et les hommes. Dans son rapport de 2022, l’Union internationale des télécommunications indique le pourcentage de 24 % chez les femmes contre 35 % chez les hommes.

#### Initiatives d'inclusion numérique en Afrique
Plusieurs initiatives d’inclusion numériques visant le développement économique, éducatif et social sont mises en place par des entreprises locales et par des partenariats avec des organisations internationales afin d'augmenter la connectivité des populations africaines notamment en zones rurales. 
- Des projets concernant l'accès numérique aux institutions financières (banques, bureaux de poste…) et l'implantation des infrastructures permettant une utilisation plus élargie des technologies de l’information (fibre optique, ordinateurs, téléphones intelligents et tablettes, télévision numérique…). Par exemple, l’initiative panafricaine « Facilité pour l’inclusion financière numérique en Afrique (ADFI) » qui soutient financièrement des projets inclusifs de croissance financière numérique afin de démocratiser l’accès numérique aux services financiers[46]. L’un des projets financés en 2023 est le « Projet d’appui à la microfinance pour l’entrepreneuriat des femmes et des jeunes au Tchad[47]».

- Les programmes LIFE et DUFFANA, créés par l’organisme Paradigm initiative, permet aux jeunes Africains désavantagés économiquement et socialement de s’initier aux TIC, à l’entrepreneuriat et au droit numérique afin d’améliorer leurs chances professionnelles et ainsi limiter la pauvreté. Paradigm initiative exerce ces activités depuis 2007 et couvre les pays suivants : Nigéria, Cameroun, Kenya, Sénégal, Zambie et Zimbabwe[48].

- Le Centre d’apprentissage de Lambaye, situé en zone rurale au Sénégal, opère au sein d’une bibliothèque afin de permettre l'inclusion sociale via différentes activités consistant à offrir l’accès au numérique à la population et en améliorer ses compétences d’utilisation[49].

- Le déploiement de bibliothèques numériques hors ligne et portatives telles que KoomBooks et Kajou à travers plusieurs pays africains francophones[50]. Elles offrent des contenus numériques éducatifs et culturels diversifiés (livres, magazines, documentaires…) à plusieurs utilisateurs en même temps.

- L’Agenda Femmes, paix et sécurité en Afrique lancé par le bureau des Nations unies auprès de l'Union africaine et soutenu par le gouvernement suédois vise à faire de l’inclusion numérique des femmes un levier pour défendre la paix et la sécurité dans les régions touchées par des conflits violents. On part du principe que les sociétés ont toutes à gagner en dotant les femmes de plus de savoirs technologiques. Le numérique permet d’abolir les obstacles culturels qui excluent la présence physique des femmes dans les rencontres décisionnelles qui sont encore majoritairement masculines[51].

- Le laboratoire d’informatique takenoLab est créé par le jeune réfugié Remy Gakwaya au camp des réfugiés de Dzaleka au Malawi. Gakwaya offrait des cours de programmation aux jeunes réfugiés depuis 2016. Il est devenu ambassadeur du projet de connectivité numérique pour les réfugiés de Microsoft[52].

- Tech Era est une entreprise sociale ghanéenne qui œuvre dans les technologies de l’information spécialisées dans les outils d’assistance, services d’accessibilité, éducation numérique et leadership chez les jeunes. Elle forme les jeunes autistes, non-voyants, malentendants à l’utilisation des moyens techniques de communication adaptés à leurs besoins respectifs. Les femmes à mobilité réduite bénéficient de formations les préparant à l’emploi dans les milieux numériques (programmation, blogage…)[53].

En octobre 2023, s'est tenu à Addis-Abeba le forum régional de développement en Afrique. L'attention est portée sur la nécessité d'accélérer la mise en œuvre des objectifs de développement durable de l’ONU grâce à une transformation numérique inclusive, abordable, accessible et universelle en respectant les particularités des régions de chaque pays et en offrant une meilleure visibilité numérique aux contenus locaux.